# Callithia
Callithia is een geslacht van vlinders uit de familie wespvlinders (Sesiidae), onderfamilie Sesiinae.
Callithia is voor het eerst wetenschappelijk beschreven door Le Cerf in 1916. De typesoort is Callithia oberthueri.

## Soort
Callithia omvat de volgende soort:
- Callithia oberthueri Le Cerf, 1916